# Yoshiaki Tsutsumi

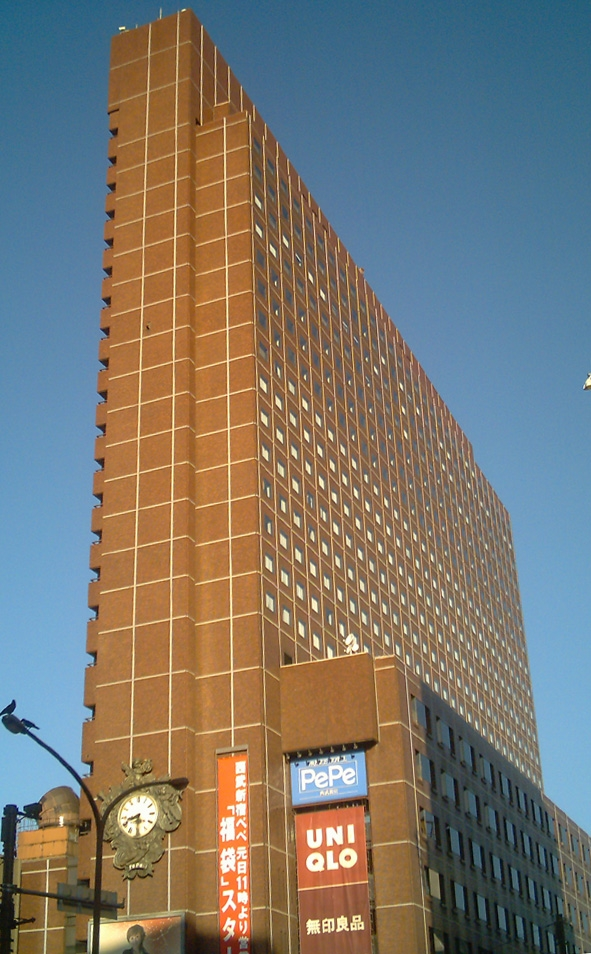
Shinjuku Prince Hotel und Bahnhof Seibu-Shinjuku. Bahnlinie und Hotelkette gehören zur Seibu Group.

Yoshiaki Tsutsumi (japanisch 堤 義明, Tsutsumi Yoshiaki; * 29. Mai 1934) ist ein japanischer Unternehmer. Er war lange Zeit Haupteigentümer und Vorsitzender der Seibu Group, zu denen neben Hotels (Prince Hotels), Freizeitparks und dem Baseballteam Seibu Lions auch die gleichnamige Eisenbahngesellschaft gehört, die mehrere Linien im Nordwesten Tokios betreibt.

## Forbes-Platzierung
Yoshiaki Tsutsumi hat die Seibu Group von seinem Vater Yasujiro Tsutsumi geerbt, der das Unternehmen aufgebaut hatte. Sein älterer Halbbruder Seiji Tsutsumi erbte nur die Kaufhauskette (Depāto) KK Seibu Hyakkaten (engl. Seibu Department Store, Ltd.).
Bis 1990 führte Tsutsumi für drei Jahre die Forbes-Liste der reichsten Menschen der Welt an und fiel danach zurück. 2007 wurde er nicht mehr auf der Liste geführt.

## Funktionär, Investor und Profiteur des Sports
Tsutsumi setzte seinen wirtschaftlichen und politischen Einfluss ein, um sportliche Großveranstaltungen nach Japan zu holen, und unterstützte die erfolgreichen Bewerbungen von Morioka um die Alpinen Skiweltmeisterschaften 1993 sowie von Nagano um die Olympischen Winterspiele 1998. In beiden Fällen wurde kritisiert, dass Tsutsumi als Unternehmer in der Hotel- und Freizeitbranche mit Immobilienbesitz in der Region nicht nur der größte Förderer, sondern zugleich der größte Profiteur dieser Großveranstaltungen sei. Im Zusammenhang mit den Infrastrukturmaßnahmen während der Vorbereitungen der Olympischen Winterspiele 1998 wurde 1997 der Nagano-Shinkansen, die Hochgeschwindigkeitsstrecke zwischen Takasaki und Nagano, eingeweiht, welche die Region zusammen mit dem Jōetsu-Shinkansen an die Metropole Tokio anbindet.
In Morioka investierte Tsutsumi in zahlreiche Skistationen und in die Erschließung der Stadt, im Vorfeld der Bewerbung Naganos als Austragungsort der Olympischen Winterspiele stiftete er 20 Millionen Dollar für den Bau des olympischen Museums in Lausanne, einem Projekt des damaligen IOC-Präsidenten Juan Antonio Samaranch. Nicht zuletzt deshalb wurden auch Korruptionsvorwürfe gegen das Internationale Olympische Komitee (IOC) um die Vergabe der Spiele laut.
Tsutsumi war zwischen 1989 und März 1990 Vorsitzender des Japanischen Olympischen Komitees und von 1997 bis zu seinem Rücktritt 2004 Ehrenpräsident. In den 1990ern fungierte er zudem als Präsident des japanischen Skiverbandes. Außerdem war er Ehrenmitglied im IOC. Im April 2005 wurde Tsutsumis Mitgliedschaft im IOC auf Empfehlung der Ethikkommission suspendiert.

## Rücktritt und Prozess
Nach Vorwürfen der Täuschung von potentiellen Anlegern trat Tsutsumi am 13. Oktober 2004 von allen Ämtern der Seibu-Unternehmensgruppe zurück. Die Behörden leiteten Untersuchungen ein. Am 3. März 2005 wurde Tsutsumi wegen falscher Angaben über die Verteilung des Aktienbesitzes der Seibu Railway Company in Tokio verhaftet. Er wurde am 27. Oktober 2005 zu einer Haftstrafe von 30 Monaten auf Bewährung und einer Geldstrafe von fünf Millionen Yen verurteilt.